# To som elsker hinanden (kortfilm)
|  | Denne artikel er oprettet af botten Steenthbot ud fra en ekstern database. Den kan derfor have sproglige fejl eller mangler. Denne skabelon kan fjernes efter kontrol af indholdet. |

 For alternative betydninger, se To som elsker hinanden. (Se også artikler, som begynder med To som elsker hinanden)
To som elsker hinanden er en dansk kortfilm fra 2008 instrueret af Sidsel Dall efter eget manuskript.

## Handling
I "To som elsker hinanden" bliver vi placeret i et pars soveværelse. Intet bliver sagt, men noget er sket. Over et døgn er vi med, hvor parrets intense forhold kan gå begge veje. Kærligheden er sat på prøve med mistro og ulykkelig anger. Det synes uvist, hvem der har gjort den anden uret, men da døgnet lakker mod enden, bliver det klart, at det har konsekvenser at elske og blive elsket.

## Medvirkende
- Esben Smed